# Gisele Fróes
Gisele Salles Fróes (Río de Janeiro, 3 de septiembre de 1964) es una actriz brasileña.
Hija de Rogério Fróes, se formó en el curso para actores de la Casa de las Artes de Laranjeiras (CAL). Trabajó con Moacyr Góes, Aderbal Freire Filho, Moacir Chaves, Domingos de Oliveira y Jefferson Miranda, importantes directores de teatro cariocas.
En 2004, recibió el Premio Shell de mejor actriz por Deve haver algum sentido em mim que basta, de la Compañía de Teatro Autónomo de Río de Janeiro.

## Filmografía

### Televisión
| Telenovelas         | Telenovelas              | Telenovelas              | Telenovelas |
| Año                 | Título                   | Personaje                |             |
| ------------------- | ------------------------ | ------------------------ | ----------- |
| 1986                | Dona Beija               | Dolores                  |             |
| 1987                | Mania de Querer          | Dorotéa                  |             |
| 2005                | Bellísima                | Tatiana                  |             |
| 2006                | Niña moza                | Nina Teixeira            |             |
| 2008                | La favorita              | Lorena Copola Mendonça   |             |
| 2010                | Escrito en las estrellas | Dra. Jane                |             |
| 2011                | La vida sigue            | Vitória Azevedo Prates   |             |
| 2014                | Hombre nuevo             | Rita de Cássia Ferreira  |             |
| 2014                | Geração Brasil           | Rita de Cássia Ferreira  |             |
| 2015                | Sete Vidas               | Marta de Moraes Brandão  |             |
| 2015                | Partes de mí             | Marta de Moraes Brandão  |             |
| 2016                | Segredos de Justiça      | Sueli                    |             |
| 2017                | A Força do Querer        | Cândida Nascimento Rocha |             |
| Series y Miniseries |                          |                          |             |
| Año                 | Título                   | Personaje                |             |
| 2011                | Amor em quatro atos      | Dora                     |             |
| 2011                | O Divã                   | Dora                     |             |
| 2014                | A Teia                   | Rosa                     |             |

### Cine
| Año  | Título                         | Personaje        |
| ---- | ------------------------------ | ---------------- |
| 2010 | Riscado                        | Efigênia         |
| 2011 | VIPs                           | Madre de Marcelo |
| 2014 | Boa Sorte                      | Ana              |
| 2014 | Trash: A Esperança vem do Lixo | Sra. Santos      |

## Teatro
- 2012 - Oréstia
- 2007 - O Mundo dos Esquecidos
- 2005 - Divã
- 2005 - E Agora Nada É mais uma Coisa Só
- 2002 - A Prova
- 2001 - Carícias
- 1999 - Cabaré 3: Para Quem Gosta de Mim
- 1998 - A Alma Boa de Set-Suan
- 1997 - Don Juan, de Molière
- 1994 - Senhora dos Afogados
- 1993 - O Congresso dos Intelectuais
- 1992 - Tiradentes, Inconfidência no Rio
- 1991 - O Tiro Que Mudou a História
- 1991 - Lampião
- 1986 - Ataca, Filipe!
- 1986 - Nosferatu
- 1985 - Olho de Gato
- 1985 - Sonho de Uma Noite de Verão